# Emmanuelle Duboc
Emmanuelle Duboc (ur. 1980) – francuska snowboardzistka, wicemistrzyni świata.

## Kariera
W zawodach Pucharu Świata zadebiutowała 13 listopada 1997 roku w Tignes, zajmując 66. miejsce w gigancie. Pierwsze pucharowe punkty wywalczyła 8 stycznia 2000 roku w Morzine, zajmując 13. miejsce w snowcrossie. Na podium zawodów tego cyklu po raz pierwszy stanęła 17 marca 2000 roku w Livigno, kończąc rywalizację w tej konkurencji na trzeciej pozycji. W zawodach tych wyprzedziły ją jedynie Francuzka Karine Ruby i Niemka Sandra Farmand. W kolejnych startach jeszcze trzykrotnie plasowała się w najlepszej trójce zawodów PŚ: 5 stycznia 2001 roku w Kreischbergu była druga, a 4 i 5 lutego 2003 roku w Bad Gastein zajmowała trzecie miejsce w snowcrossie. Najlepsze wyniki osiągnęła w sezonie 2000/2001, kiedy to zajęła trzecie miejsce w klasyfikacji generalnej.
Jej największym sukcesem jest srebrny medal w snowcrossie zdobyty na mistrzostwach świata w Madonna di Campiglio w 2001 roku. Rozdzieliła tam na podium Karine Ruby i Kanadyjkę Dominique Vallée. Była też jedenasta w tej konkurencji podczas mistrzostw świata w Kreischbergu dwa lata później. Zdobyła też srebrny medal w slalomie równoległym (PSL) na mistrzostwach świata Juniorów w Berchtesgaden w 2000 roku. Nie startowała na igrzyskach olimpijskich.
W 2005 r. zakończyła karierę.

## Osiągnięcia

### Mistrzostwa świata
| Miejsce | Dzień       | Rok  | Miejscowość          | Konkurencja    | Zwycięzca   |
| ------- | ----------- | ---- | -------------------- | -------------- | ----------- |
| 2.      | 28 stycznia | 2001 | Madonna di Campiglio | Snowboardcross | Karine Ruby |
| 11.     | 19 stycznia | 2003 | Kreischberg          | Snowboardcross | Karine Ruby |

### Puchar Świata

#### Miejsca w klasyfikacji generalnej
- sezon 1999/2000: 52.
- sezon 2000/2001: 30.
- sezon 2002/2003: -
- sezon 2003/2004: -
- sezon 2004/2005: -

#### Miejsca na podium
1. Livigno – 17 marca 2000 (snowcross) - 3. miejsce
2. Kreischberg – 5 stycznia 2001 (snowcross) - 2. miejsce
3. Bad Gastein – 4 lutego 2003 (snowcross) - 3. miejsce
4. Bad Gastein – 5 lutego 2003 (snowcross) - 3. miejsce